# Michel Arnaudet
Pas d'image ? Cliquez ici

a Compétitions nationales et continentales officielles uniquement.

b Matchs officiels uniquement.
Michel Arnaudet, né le 11 mars 1943 à Lourdes (France), est un joueur international français de rugby à XV évoluant aux postes de trois-quarts aile ou de centre. Il joue notamment avec le club du FC Lourdes durant sa carrière.

## Biographie
Michel Arnaudet remporte la Coupe Frantz-Reichel en 1960 avec les juniors du FC Lourdes, inscrivant un essai lors de la finale.
Il dispute son premier test match en équipe de France le 11 avril 1964, contre l'équipe d'Irlande, et son dernier test match est contre l'équipe du pays de Galles, le 1er avril 1967,.
Il remporte le Championnat de France en 1968 avec le FC Lourdes.

## Statistiques en équipe nationale
- Sélections en équipe de France : 3.
- Sélections par année : 1 en 1964, 2 en 1967.
- Tournois des Cinq Nations disputés : 1964, 1967.

## Palmarès
- Vainqueur de la Coupe Frantz-Reichel en 1960 avec le FC Lourdes.
- Vainqueur du Challenge Yves du Manoir en 1966 et 1967 avec le FC Lourdes.
- Vainqueur du Championnat de France en 1968 avec le FC Lourdes.